# Tafelschikking
Een tafelschikking is de volgorde waarop de gasten van een, meestal formele, bijeenkomst plaatsnemen aan tafel. Men gebruikt ook wel de Franse term placement. Vanaf een gezelschap met zes personen is een tafelschikking wenselijk. Vooral bij een staatsbezoek gelden hiervoor protocollen. Zo zal de gastheer of -vrouw altijd aan het hoofd van de tafel plaatsnemen en nemen de belangrijkste gasten het dichtst bij hem of haar plaats. Hierbij moet niet alleen rekening worden gehouden met de functie van de betreffende personen, maar ook met hun leeftijd en de duur van hun relatie met de gastheer en/of -vrouw. Bij de voorbereiding van formele gelegenheden wordt veel aandacht besteed aan de tafelschikking tijdens belangrijke momenten zoals het diner. Bij het plaatsnemen zullen hiertoe door de ceremoniemeester aangewezen personen de gasten placeren.